# Krzemień pasiasty

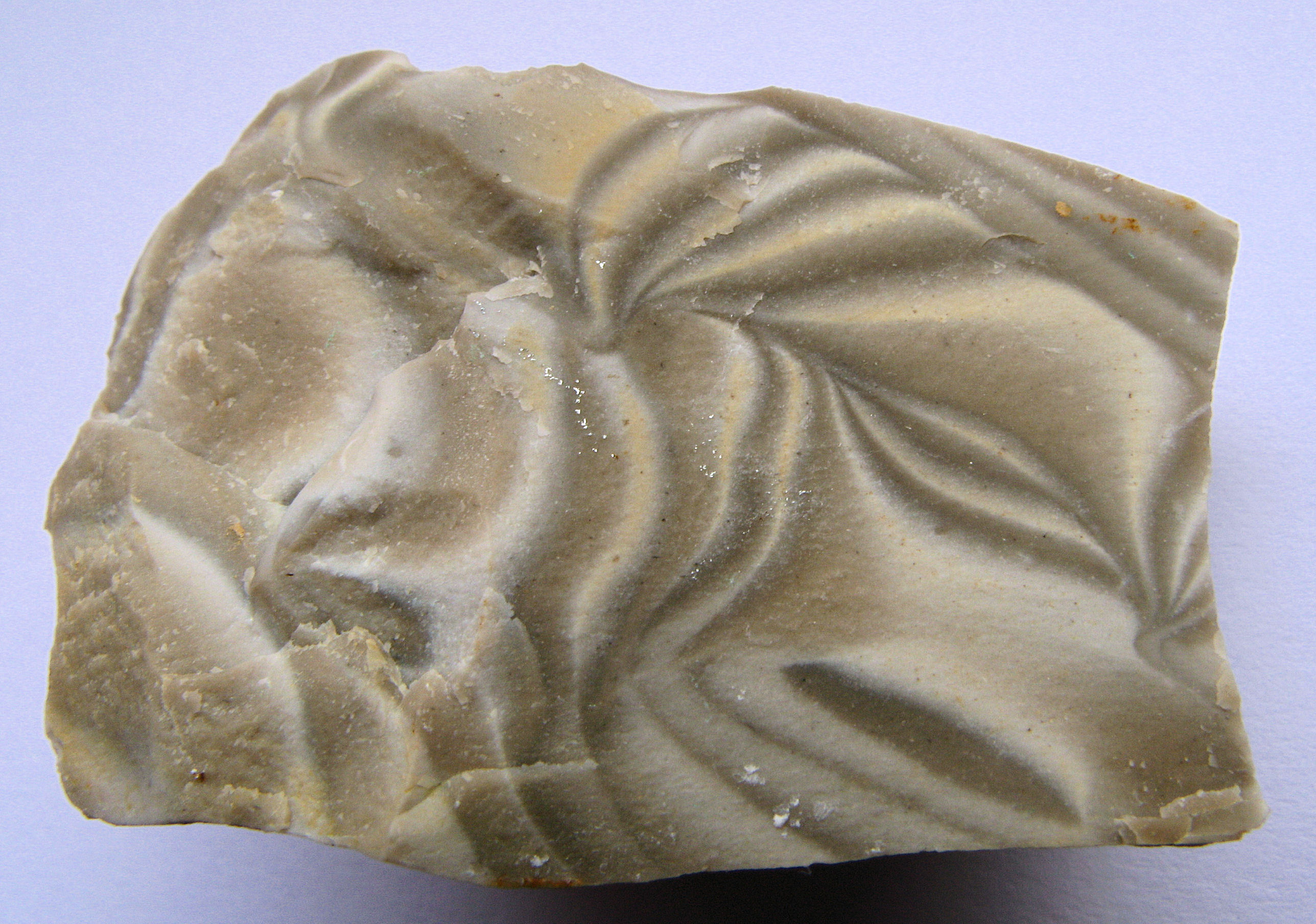
Krzemień pasiasty

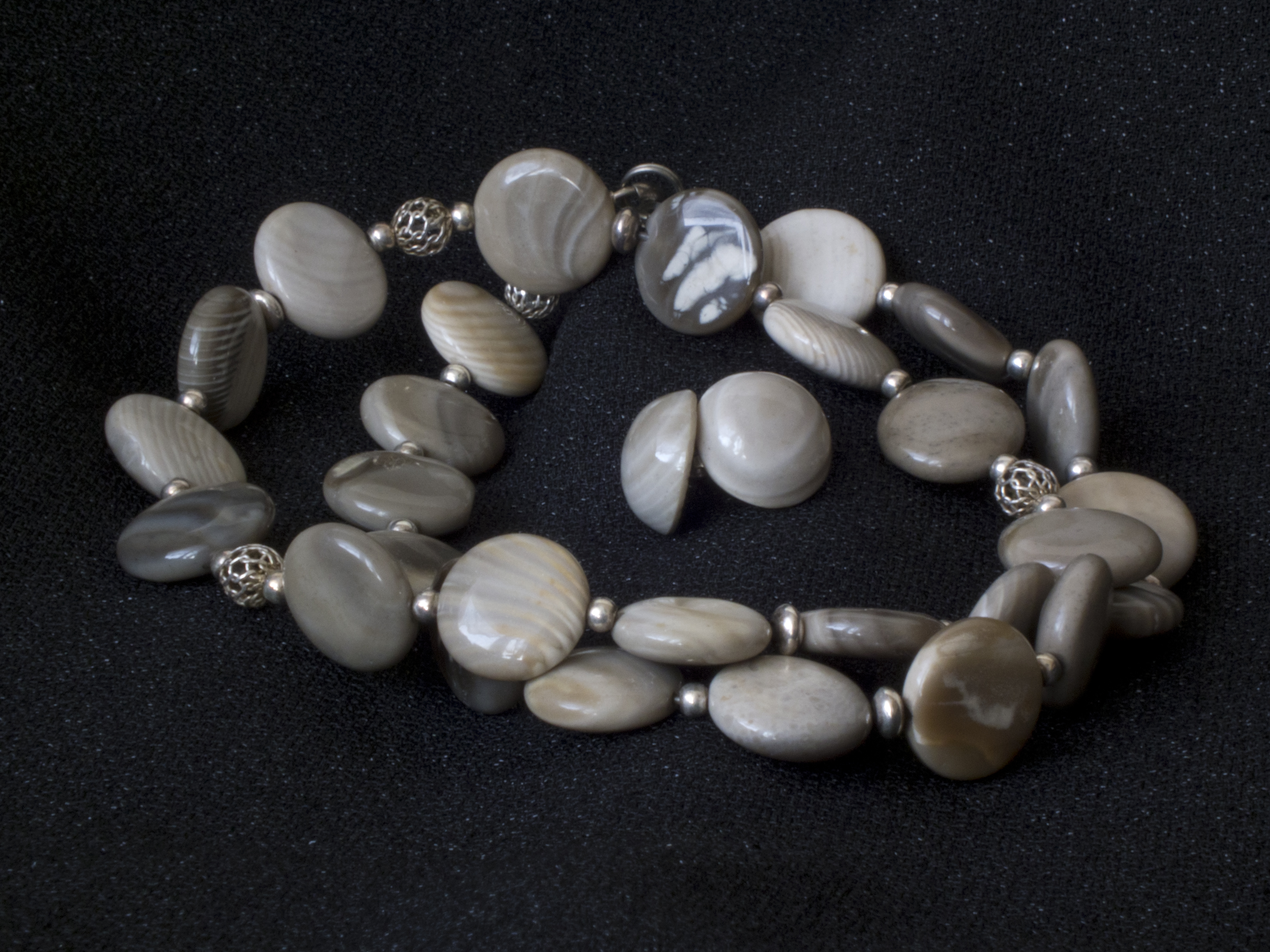
Korale z krzemienia pasiastego

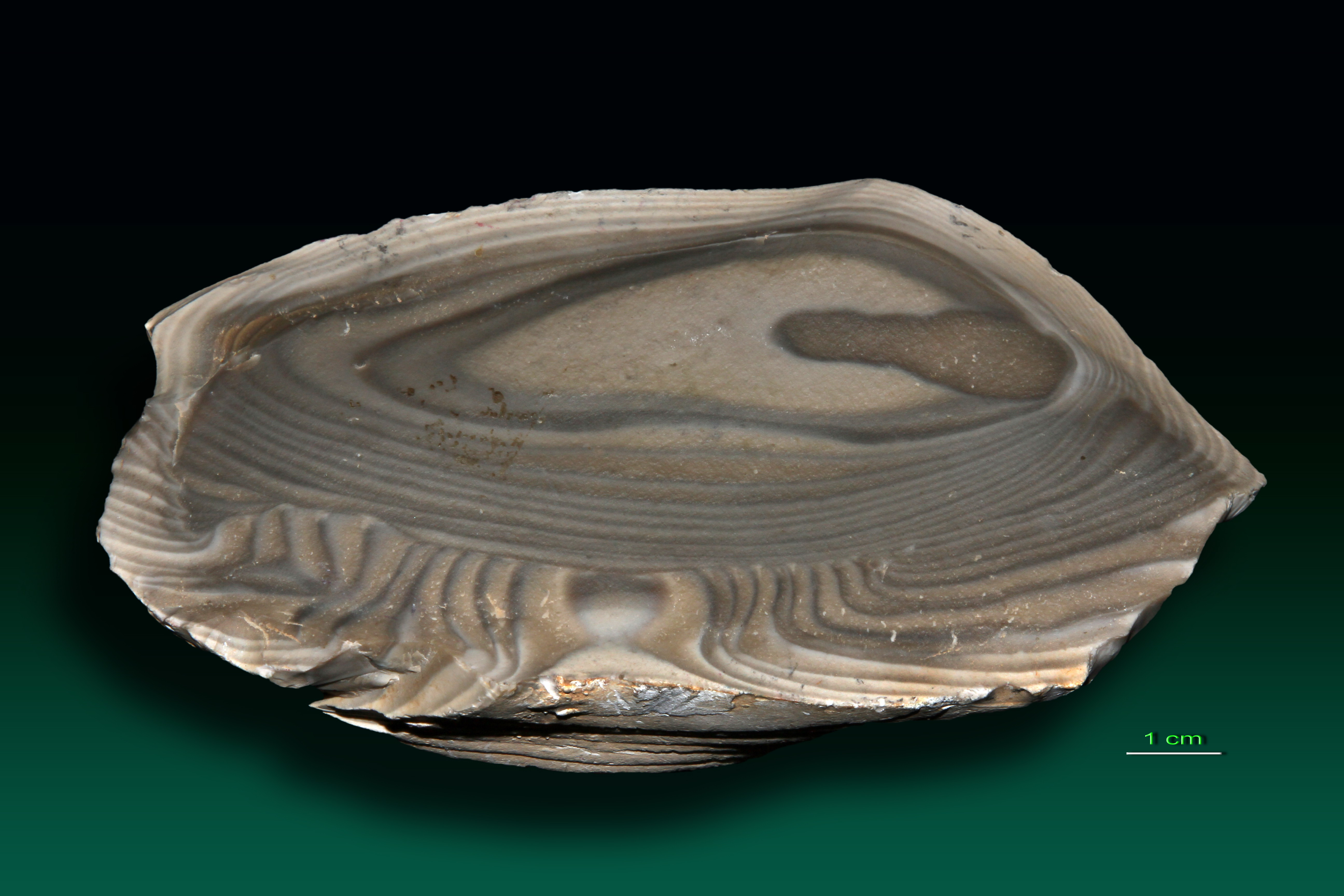
Krzemień pasiasty - okolice Krzemionek Opatowskich.

Krzemień pasiasty – ozdobna odmiana krzemienia odznaczająca się koncentrycznym, mniej lub bardziej regularnym ułożeniem ciemnych i jasnych smug lub warstewek, często tworzących bardzo atrakcyjny wzór.

## Opis
W Polsce występuje w postaci konkrecji (do 2 m) lub warstw w obrębie skał górnojurajskich (oksford, kimeryd), głównie w rejonie Krzemionek Opatowskich (wpisanych na Listę Światowego Dziedzictwa UNESCO) oraz w północno-wschodnim obrzeżeniu Gór Świętokrzyskich. Rzadziej spotykany jest w skałach górnojurajskich pozostałych części obrzeża Gór Świętokrzyskich. Występuje też we wtórnych złożach, przyniesiony tam przez lądolód. Głównym składnikiem polskiego krzemienia pasiastego jest krzemionka (95%), a w jej obrębie dominuje kwarc, natomiast chalcedon występuje podrzędnie. Pasiastość wynika ze zmiennej ilości mikroporów, partie jaśniejsze mają ich dużo, a ciemniejsze - mniej. Geneza polskich krzemieni pasiastych nie jest do końca wyjaśniona, sądzi się jednak, że powstały one w osadach dna morskiego w czasie sedymentacji lub tuż po niej, a źródłem krzemionki mogły być roztwory hydrotermalne.
Wydobywany już w neolicie i wczesnej epoce brązu w rejonie Sandomierza, Iłży i Ostrowca Świętokrzyskiego – używany był do wyrobu siekierek o znaczeniu magicznym i obrzędowym. 
Krzemień pasiasty posiada trzy najważniejsze cechy kamienia jubilerskiego: rzadkość występowania, dekoracyjność i odpowiednią twardość. 
Stosowanie krzemienia w biżuterii zapoczątkował w 1972 roku sandomierski złotnik Cezary Łutowicz pod wpływem prof. Zdzisława Migaszewskiego, geologa i wykładowcy na Uniwersytecie Jana Kochanowskiego w Kielcach.